# У меня появился другой
«У меня появился другой» — песня украинской женской поп-группы «ВИА Гра», записанная при участии известного битбоксера Вахтанга и выпущенная в качестве сингла 13 мая 2014 года. Вторая работа состава Анастасия Кожевникова — Миша Романова — Эрика Герцег. Вошла в шестой сборник лучших песен коллектива «Всё лучшее в одном».

## Предыстория и релиз
В середине апреля 2014 года, после полугода с момента выхода предыдущего сингла «Перемирие», Константин Меладзе приступает к записи новой песни для группы. К концу апреля уже была готова демоверсия, и на первые майские праздники назначена запись песни солистками. Записывали композицию целый день. 13 мая 2014 года состоялся интернет-релиз сингла. В iTunes Store песня появилась лишь спустя 2 дня, 15 мая 2014 года.

## Музыкальный видеоклип
Режиссёром клипа выступил Сергей Солодкий. Съёмки проходили в Киеве. По состоянию на октябрь 2023 года, эта работа на видеосервисе YouTube имеет свыше 100 миллионов просмотров.

## Реакция критики
Гуру Кен, критикуя лучшие музыкальные новинки недели, не обошёл вниманием и эту композицию. Критик счёл её довольно заурядной: «Нечего рассказать, кроме того, что автор музыки: Константин Меладзе, автор слов: Константин Меладзе. А в конце песни слышен рэп от Вахтанга».

## Участники записи
- Анастасия Кожевникова — вокал
- Миша Романова — вокал
- Эрика Герцег — вокал
- Вахтанг — вокал
- Константин Меладзе — автор (слова и музыка), саунд-продюсер

## Награды и номинации
| Год  | Премия                     | Категория                                     | Результат |
| ---- | -------------------------- | --------------------------------------------- | --------- |
| 2014 | «РадиоПоток»               | «Лучшие песни 2014 года»                      | Победа    |
| 2014 | «Реальная премия MusicBox» | «Лучшая песня»                                | Номинация |
| 2014 | «MTV EMA»                  | «Top Music Tracks in Russia»                  | Номинация |
| 2015 | «Tophit»                   | «Самая заказываемая на радио песня 2014 года» | Победа    |
| 2015 | «Fashion People Awards»    | «Fashion Дуэт»                                | Победа    |
| 2015 | «YUNA»                     | «Лучший дуэт»                                 | Номинация |
| 2015 | «Премия RU.TV»             | «Лучший дуэт»                                 | Номинация |
| 2015 | «Премия RU.TV»             | «Лучшая песня»                                | Номинация |
| 2015 | «Золотой граммофон»        | Статуэтка «Золотого граммофона»               | Победа    |
| 2016 | «День рождения Муз-ТВ»     | «Золотая 20-ка»                               | Победа    |